# Eclipse lunar de 13 de março de 1979
| Eclipse Lunar Parcial 13 de março de 1979                                                                     | Eclipse Lunar Parcial 13 de março de 1979 |
| --- | ----------------------------------------- |
| A Lua cruza a extremidade norte do cone de sombra da Terra, de oeste para leste (da direita para a esquerda). |                                           |
| Gamma | +0,5254                                   |
| Saros (e membro)                                                                                              | 132 (28 de 71)                            |
| Sequência de eclipses lunares                                                                                 |                                           |
| Anterior | 16 de setembro de 1978                    |
| Próximo | 6 de setembro de 1979                     |
| Duração (hr:mn:sc)                                                                                            |                                           |
| Penumbral | 5:50:42                                   |
| Parcial | 3:17:41                                   |
| Fases e Horários do Eclipse (UTC)                                                                             |                                           |
| P1 | 18:12:39                                  |
| U1 | 19:29:13                                  |
| Máximo | 21:08:02                                  |
| U4 | 22:46:54                                  |
| P4 | 0:03:22 (14 de março)                     |

O eclipse lunar de 13 de março de 1979 foi um eclipse parcial, o primeiro de dois eclipses lunares do ano, e único como parcial. Teve magnitude penumbral de 1,9350 e umbral de 0,8538. Teve duração total de 198 minutos.
A Lua foi surpreendentemente sombreada neste profundo eclipse parcial que durou 3 horas e 18 minutos, com 85% da Lua no escuro no máximo.
A Lua cruzou a região de fronteira no norte do cone de sombra da Terra, em nodo ascendente, dentro da constelação de Leão.

## Série Saros
Eclipse pertencente ao ciclo lunar Saros de série 132, sendo este de número 28, totalizando 71 eclipses da série. O eclipse anterior do ciclo foi o eclipse parcial de 2 de março de 1961, e o eclipse seguinte será com o eclipse parcial de 24 de março de 1997.

## Visibilidade
Foi visível na América do Sul, Europa, Africa, Ásia e Austrália.
| Região do planeta onde foi visível durante o máximo do eclipse - 21:08 UTC. A Somália, obteve a melhor observação do meio do eclipse, de onde foi visível à meia-noite. |
| Mapa de visibilidade do eclipse |